# Aimé Bergeal
Aimé Bergeal, né le 11 janvier 1912 à Lescure-d'Albigeois (Tarn) et mort le 26 septembre 1973 à Mantes-la-Ville (Yvelines), est une personnalité politique française.
Contrôleur aux PTT, militant du parti socialiste SFIO, il est sénateur du département des Yvelines de 1967 à sa mort, en 1973.

## Biographie
Entré aux PTT avant 1939, il est contrôleur puis inspecteur central aux Télécommunications. Dans ce secteur, il participe à la Résistance, sans appartenir à un mouvement précis, en sabotant des lignes téléphoniques. Syndicaliste, à la CGT, il adhère en 1947 à Force ouvrière, comme la majeure partie des postiers membres de la SFIO.
Installé à Mantes-la-Ville, il y est après 1945 le chef de file local du Parti socialiste SFIO. En 1953, il accède à la fonction de maire et reste le premier magistrat de cette ville jusqu'à sa mort.
Il se présente aux élections législatives de 1962 dans la 18ème circonscription de Seine-et-Oise, contre l'avis de son parti qui ne présentait pas de candidats dans cette circonscription, dans le cadre de son alliance dans le cartel des non. Cette indiscipline lui valut une exclusion de la SFIO pendant quelque temps, même s'il conserve de bons rapports avec les socialistes locaux.
En avril 1967, il devient Sénateur des Yvelines, à la suite de l'élection comme député du titulaire du siège, Pierre Métayer. Les socialistes envisagent de l'investir pour les élections législatives de 1967, mais il refuse. Il est réélu sénateur en septembre 1968, lors du renouvellement des sénateurs de la région parisienne. Il est membre du groupe socialiste de cette Assemblée.